# NGC 6132
NGC 6132 = IC 4602 ist eine spiralförmige Radiogalaxie vom Hubble-Typ Sab im Sternbild Herkules und ist 226 Millionen Lichtjahre von der Milchstraße entfernt. Sie wurde am 16. Juli 1876 von Édouard Stephan entdeckt.
Lewis A. Swifts Beobachtung dieser Galaxie am 22. Juli 1897 weist einen Positionsfehler auf und führte so unter IC 4602 zu einem Eintrag im Index-Katalog.